# Picot de Xile
El picot de Xile (Colaptes pitius) és una espècie d'ocell de la família dels pícids (Picidae) que habita Xile i la zona adjacent de l'Argentina.

## Descripció
- Fa 32 - 34 cm de llarg. Sense dimorfisme sexual. Ulls groguens.
- Zones superiors brunes ribetejades de blanc. Pit blanquinós amb barrat negrós. Galtes, gola, zones auriculars i al voltant dels ulls, marró clar.

## Hàbitat i distribució
Boscos del centre i sud de Xile i zones limítrofes del sud de l'Argentina.